# تصوير ضوئي رقمي
هي أسلوب فني وعملية طرحها الفنان الصيني المعاصر فو ون جيون.

## ملامح هذا الأسلوب
يدمج الفنان جماليات من الشرق والغرب لخلق صور تتمتع بقدرتها المدهشة على التميز.
يعمد الفنان إلى الاكتشاف لجعل فن التصوير يتناغم مع أشكال الفن الأخرى, كالرسم الصيني، والرسم الزيتي، والنحت، وغيرها؛ نتيجةً لاتساع حدود فن الفوتوغرافيا في العصر الرقمي الحالي.
يلهم الفنان فو ون جيون من خلال فنه عملية قراءة الصور لدى الناس مسلطًا الضوء على الترجمة والتأويل الذين يتشارك فيهما الفنان والرائي على حدٍ سواء. تحثنا هذه الأعمال على إعادة النظر في النمط الذي تتشكل به صورنا الواقعية من خلال اصطلاحات بصرية وأكواد وسائط بعينها.